# Нордли, Эрни
Эрнест Нордли (15 июня 1912, Солт-Лейк-Сити — 22 апреля 1968, Сан-Франциско) — американский дизайнер и художник-лейаут, наиболее известен по работе на Walt Disney Studios.

## Биография
Родился в Солт-Лейк-Сити, штат Юта в семье норвежского эмигранта Ханса Магнуса Нордли (1884—1975) и шведки Хедвиги Шарлотты Эстерблом. Учился в школе искусств Санты-Барбары.
Начал работать на Walt Disney Studios в 1936 году, до этого получив признание как талантливый художник. В роли арт-директора работал над мультипликационными фильмами «Дамбо» и «Фантазия». В середине 1940-х годов работал над короткометражными работами о Дональде Даке, «Изобретатель» и «Двойные неприятности». В начале 1950-х годов покинул Walt Disney Studios и стал работать художник-лэйаутом у Чака Джонса. После возвращения в Walt Disney Studios работал над мультфильмом Спящая красавица и 101 далматинец, для последней картины он создавал задние фоны. Он продолжал работать до своей смерти. В конце жизни работал над мультсериалом Шоу Элвина, мультфильмом Мурлыка и Привет, я — медведь Йоги.
Скончался 22 апреля 1968 года в Сан-Франциско, причина смерти не была установлена. Художник Уолт Перегоу высказал версию о суициде.

## Личная жизнь
Эрни Нордли был женат на Розалинду Э. Купер. В июле 1966 года они развелись.